# Menhir de la Rebeyrolle
Le menhir de la Rebeyrolle, appelé aussi Pierre Debout ou Pierre Bohême, est situé à Saint-Priest-la-Feuille dans le département français de la Creuse.

## Protection
L'édifice a fait l’objet d’une inscription au titre des monuments historiques en 1991

## Description
Le menhir mesure 2,40 m de hauteur pour une largeur à la base de 1,67 m maximum.